# (203773) Magyarics
(203773) Magyarics est un astéroïde de la ceinture principale.

## Description
(203773) Magyarics est un astéroïde de la ceinture principale. Il fut découvert le 14 septembre 2002 à l'Observatoire Palomar par le programme NEAT. Il présente une orbite caractérisée par un demi-grand axe de 3,01 UA, une excentricité de 0,07 et une inclinaison de 0,9° par rapport à l'écliptique.

## Compléments